# Полиција Доминиона (Канада)
Полиција Доминиона (Канада) (енгл. Dominion Police Force, фр. Police montée du Nord-Ouest) (1868-1920), је била савезна полиција Канаде између 1868. и 1920. године и била је једна од претходника Краљевске канадске коњичке полиције. То је била прва федерална полиција у Канади, формирана године након успостављања Канадске конфедерације да би спроводила савезне законе и обављала полицијске дужности за Савезну владу Канаде. Дана 1. фебруара 1920, Доминионска полиција је спојена са Краљевском северозападном коњичком полицијом да би се формирала Краљевска канадска коњичка полиција као нове савезне полицијске снаге Канаде.

## Историја
Доминионска полиција је формирана као прва федерална полиција са јурисдикцијом над читавом Канадом, састављена је од западне пограничне полиције која је постојала од 1864. Углавном је била активна у источној Канади, док је у северној Канади била активна Северозападна коњичка полиција, основана 1873. године, управљала је пространим и ретко насељеним северозападним територијама западне Канаде.
Полиција је формирана 22. маја 1868. као одговор на убиство Томаса Д'Арсија Мекгија, истакнутог ирско-канадског политичара и посланика Монтреал веста, у Отави 7. априла. Мекгија су убили елементи „Фенијанског братства”, моћне ирске националистичке организације са седиштем у Сједињеним Државама, у новој савезној престоници мање од годину дана након настанка Конфедерације. Канадске власти су биле забринуте због моћи Фенијанског братства, које је већ покренуло три велика напада у Канади 1866. године, пре Мекгијеве смрти, и да постојеће агенције за спровођење закона нису у стању да заштите државну безбедност.
Примарне функције Доминионске полиције су биле:
- заштита зграда Савезне владе Канаде, укључујући зграде парламента на брду Парламента,[а] поморска бродоградилишта у Халифаксу и Есквималту,
- обезбеђивање телохранитеља за владине лидере,
- обављање послова тајне службе који произилазе из активности фенијских рација,
- спровођење одређених савезних закона као што су они који се односе на фалсификовање и трговину људима,[5][6]  и
- очување мира за одређене пруге и канале који су били у изградњи када је ступио на снагу Закон о очувању мира јавних радова из 1869. године.[7]

Постепено су добијали и одговорности за прикупљање отисака прстију и кривичних досијеа, као и за спровођење условног отпуста.
У Онтарију, комесари Доминионске полиције су имали иста овлашћења као полицијски магистрати и мировни судије у провинцији, а полицајци су имали исти статус као они који су именовани по покрајинском закону.  Полиција Доминиона је неформално обављала неке полицијске дужности на провинцијском нивоу у руралном Онтарију све до стварања Покрајинске полиције Онтарија 1909. године.
У мају 1918. године, Доминионска полиција је распоређена у Одељење за милицију и одбрану и постала је цивилно крило Канадског војног полицијског корпуса (КВПК). Почетком 1900-их, краљевска северозападна коњичка полиција се смањила пошто су северозападне територије подељене на нове провинције и територије, и због опште непопуларности снага за понашање током индустријских спорова као што је генерални штрајк у Винипегу. Дана 1. фебруара 1920, цивилни чланови, укључујући полицију Доминиона, спојени су са Краљевском канадском коњичком полицијом, 

## Структура
Доминионску полицију су чинили комесари и полицајци именовани за ту сврху, а њена надлежност се простирала на провинције и све делове територија које није патролирао „РНВМП”. Организација је била децентрализована, при чему су многи комесари били именовани са покрајинском или националном одговорношћу, и имала је два национална кокомесара до 1876. Национални комесар је такође деловао као комесар водне полиције Монтреала, који је посебно одговарао министру за Поморство и рибарство. Иако су формирани под различитим законским овлашћењима, њени полицајци су именовани за полицајце према Закону из 1868.
Комесари који су били одговорни за целу Канаду били су:
- Гилберт Мекмикен (1869-1871)
- Хјуит Бернар (1871-1876)
- Чарлс-Џозеф Курсо (1869-1876)
- Зебулон Ајтон Лаш (1876-1880)
- Августус Кифер (1880-1885)
- Перси Шервуд(1885-1919)
- Пуковник Гилберт Годсон-Годсон (1919-1920)

Од 1913. године, док је Шервуд био комесар одговоран за целу Канаду, назив за ову улогу вишег комесара је прилагођен главном комесару, коме су извештавали сви регионални или ресорни комесари.